# مقبرة الشهداء (بيروت)
مقبرة الشهداء هي إحدى أشهر المقابر الإسلامية في بيروت، وكانت قد استُحدثت في عام 1958، وذلك في أثناء الاضطرابات المُسلحة في بيروت آنذاك.

## التاريخ
أُنشئت هذه المقبرة في بيروت عام 1958، حيث كانت بيروت تُعاني من اضطراباتٍ مُسلحة في ذلك الوقت، مما جعل وصول الناس إلى مقبرة الباشورة صعبًا، مما جعل الناس يبحثون عن مكانٍ مناسب لإنشاء مقبرة لأموات المسلمين. اغتيل في ذلك الوقت الأديب فؤاد حديد بسبب بعض مقالاته حول جمال عبد الناصر، فلم يجد الناس مكانًا لدفنه فيه، وكان الأنسب دفنه في غابة صنوبر المُحاذية للمقبرة الفرنسية، فدفنوه في طرف الغابة ولم يُعرف مكان دفنه بعد ذلك، وتوالى بعد ذلك الدفن في الغابة، خصوصًا للوفيات برصاص القوات الحكومية، وكان الناس يعتبرونهم حسب حسان حلاق «شهداء في سبيل العروبة والإسلام»، لذلك أُطلق على المقبرة اسم «مقبرة الشهداء».
يُشير يوسف المرعشلي في كتابه «نثر الجواهر والدرر في علماء القرن الرابع عشر، وبذيله: عقد الجوهر في علماء الربع الأول من القرن الخامس عشر» أنَّ الفضل في تحديد مقبرة الشهداء يعود للشيخ محمد أحمد سوبرة وأنه قام ببناء المسجد (يُسمى مسجد الشهداء أو جامع الخاشقجي) وتسوير المقبرة، حيث كان قد توجه مع الأهالي لحفر القبور ودفن الموتى، وأنه بعد أيامٍ قليلة أمرت البلدية العمال أن يضعوا سياجًا حول مكان وجود القبور لأنه يُمكن كشف القبر بعد حفره وإهالة التراب عليه شرعًا وقانونًا وعرفًا.
اتسعت مقبرة الشهداء فيما بعد نتيجةً لاتساع مساحتها وبُعدها نسبيًا عن الوسط التجاري للمدينة القديمة في بيروت الذي كانت تتواجد فيه المقابر الأخرى. بالإضافة إلى موقعها في غابةً مليئة بأشجار الصنوبر، وانتشار القبور بين جذوع الأشجار. تمتد مقبرة الشهداء من مستديرة شاتيلا شمالًا بالقرب من الطريق المؤدي إلى مطار بيروت الدولي والأرض المتصلة بشارع صبرا من الجهة الغربية والجنوبية، وقد بنى المسلمون مسجدًا على طرف هذه المقبرة، وتقوم فيه جميع الصلوات كما يُستخدم لإقامة صلاة الجنازة على الموتى الذين يدفنون فيها. تضم المقبرة عددًا كبيرًا من قبور الأعلام، منهم على سبيل المثال هند طاهر وأمين البزري.

## مقبرة شهداء فلسطين
في المكان مقبرة افتتحتها منظمة التحرير الفلسطينية بعد تأسيسها عام 1964 مقبرةً رسميةً خاصة بها بالاتفاق مع مسؤولي الأوقاف الإسلامية في بيروت، ودفن فيها ابتداء من عام 1968 شهداء العمل الفلسطيني المسلح. دفن في المقبرة عدد كبير من الفلسطينيين والعرب الذين سقطوا في المواجهات مع إسرائيل وفي الحرب الأهلية اللبنانية، وشخصيات تاريخية وطنية فلسطينية مثل الحاج أمين الحسيني، وقادة ومسؤولين في فصائل منظمة التحرير مثل غسان كنفاني، وكمال ناصر، وكمال عدوان، وأبو يوسف النجار، وعلي سلامة، وماجد أبو شرار، وشفيق الحوت، كما تضم المقبرة رفات خليل عز الدين الجمل الذي يعدّ أول شهيد لبناني في الثورة الفلسطينية، والشاعر السوري كمال خيرت بك، وغيرهم. في المقبرة كذلك نصب تذكاري لضحايا مجزرة تل الزعتر، وقبر رمزي لمقاتلي الجيش الأحمر الياباني الذين سقطوا في عملية مطار اللد (1972)، كما يقع بالقرب منها قبر جماعي عليه نصب تذكاري لضحايا مجزرة صبرا وشاتيلا.

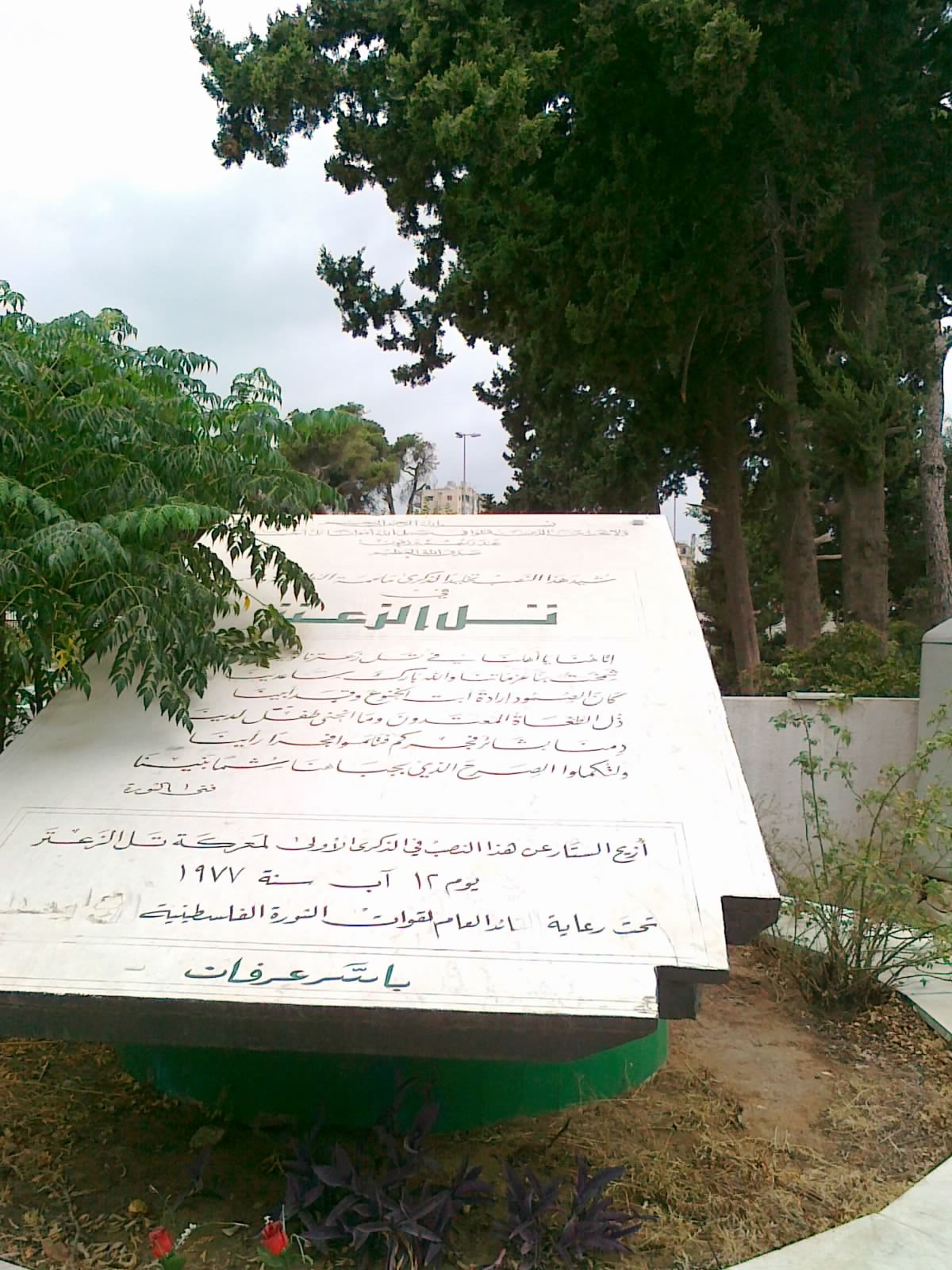
نصب تذكاري لشهداء مجزرة تل الزعتر في مقبرة شهداء فلسطين في بيروت